# ボートヨットカヌー
ボートヨットカヌーは、ケイダッシュステージに所属する日本のお笑いコンビ。

## メンバー
海豹（あざらし、1993年12月16日 - ）（31歳）
ボケ・ネタ作り（設定案）担当。
兵庫県神戸市出身、兵庫県立兵庫工業高等学校機械工学科卒業。身長180 cm、体重62 kg。血液型はA型。
小学校から高校まで陸上競技部に所属し、高校時代には主将を務める。

川 ナイル（かわ ないる、1990年11月12日 - ）（34歳）
ツッコミ担当。名字の川は本名で、芸名の名付け親はブティックあゆみ（コンピューター宇宙）。
大阪府堺市出身、龍谷大学国際文化学部国際文化学科卒業。身長161 cm、体重53 kg。血液型はAB型。
高校時代はサッカー部に所属していたが、部員数14名にも拘らず補欠だった（補欠の内、2人はゴールキーパー）。

## 概要
SMA HEET Project時代に出会った先輩後輩によるコンビ。川の前コンビであるオシントンが解散後、川は元々仲が良く「コイツはちゃんと面白い」と評価していた当時ピン芸人の海豹を川が誘い、コンビ結成。海豹は当初、川の誘いを何度も断っていたが根負けした。2024年4月3日、SMA NEET Project退所。同年7月4日、ケイダッシュステージへの所属が決まる。
コンビ名は2人の好きなバンド『ASIAN KUNG-FU GENERATION』のように単語を3つ並べたもので、海豹と川ナイルの芸名にちなんで尚且つ語感が良く、少し格好悪さを意識して名付けられたのが由来。

## 芸風
主にコント。音響は基本使用せず、日常と非日常の中間を描く世界観が持ち味だがネタによっては観客側に専門知識（煙草の銘柄、iPhone、週刊少年ジャンプ作品、テレビゲーム、トレーディングカードゲーム、ポケットモンスターなど）を求めることが多いのが難点。
両者ともに演技力には定評があるため、様々なシチュエーションと役柄を演じ分ける。
M-1グランプリに出場し、漫才を披露した経験もある。

## 賞レースなどでの戦績
- キングオブコント
  - 2021年 1回戦敗退（正式結成前、ユニットでの出場）
  - 2022年 1回戦敗退
  - 2023年 2回戦進出
  - 2024年 準々決勝進出
  - 2025年 準々決勝進出
- M-1グランプリ
  - 2021年 1回戦敗退
  - 2022年 1回戦敗退

- その他
  - 第16回SMAホープ大賞 決勝進出（2022年12月30日＠渋谷ユーロライブ）[2]
  - 第17回SMAホープ大賞 決勝進出（2023年12月30日＠渋谷ユーロライブ）

## 単独ライブ
- 初単独公演『僕らの古都を知ってほしい』

（2023年10月28日＠新宿バティオス）
- 単独公演『BAKUCON。』

（2025年1月25日＠新宿バティオス）

## 出演

### テレビ
- ネタパレ（フジテレビ 2024年5月17日、6月7日、8月9日・30日）[3]

### ラジオ
- AMEMIYAのとにかく歌います♪（大分放送・四国放送・西日本放送・福井放送・東北放送・熊本放送・新潟放送 2023年1月)
- MUSIClock（InterFM897 2023年1月30日）※ネタ音源のみ
- マイナビ Laughter Night（TBSラジオ 2024年8月16日、2025年2月7日、6月20日、8月15日）

## 出囃子
- 田村英里子『まかせて!チン・トン・シャン』